# Религия в Афганистане
Рели́гия в Афганиста́не представлена в основном исламом. По Конституции 2004 года страна являлась исламской республикой. 85—90 % населения исповедуют ислам суннитского толка, 10—15 % — шиитского толка (в основном это персы и хазарейцы). Вероотступничество, то есть отречение от ислама, карается смертной казнью.
В Афганистане также проживают религиозные меньшинства — индуисты и сикхи, главным образом, в Кабуле, Кандагаре, Джелалабаде. Прочие религии составляют не более — 0,4 % (включая 30 тысяч христиан).

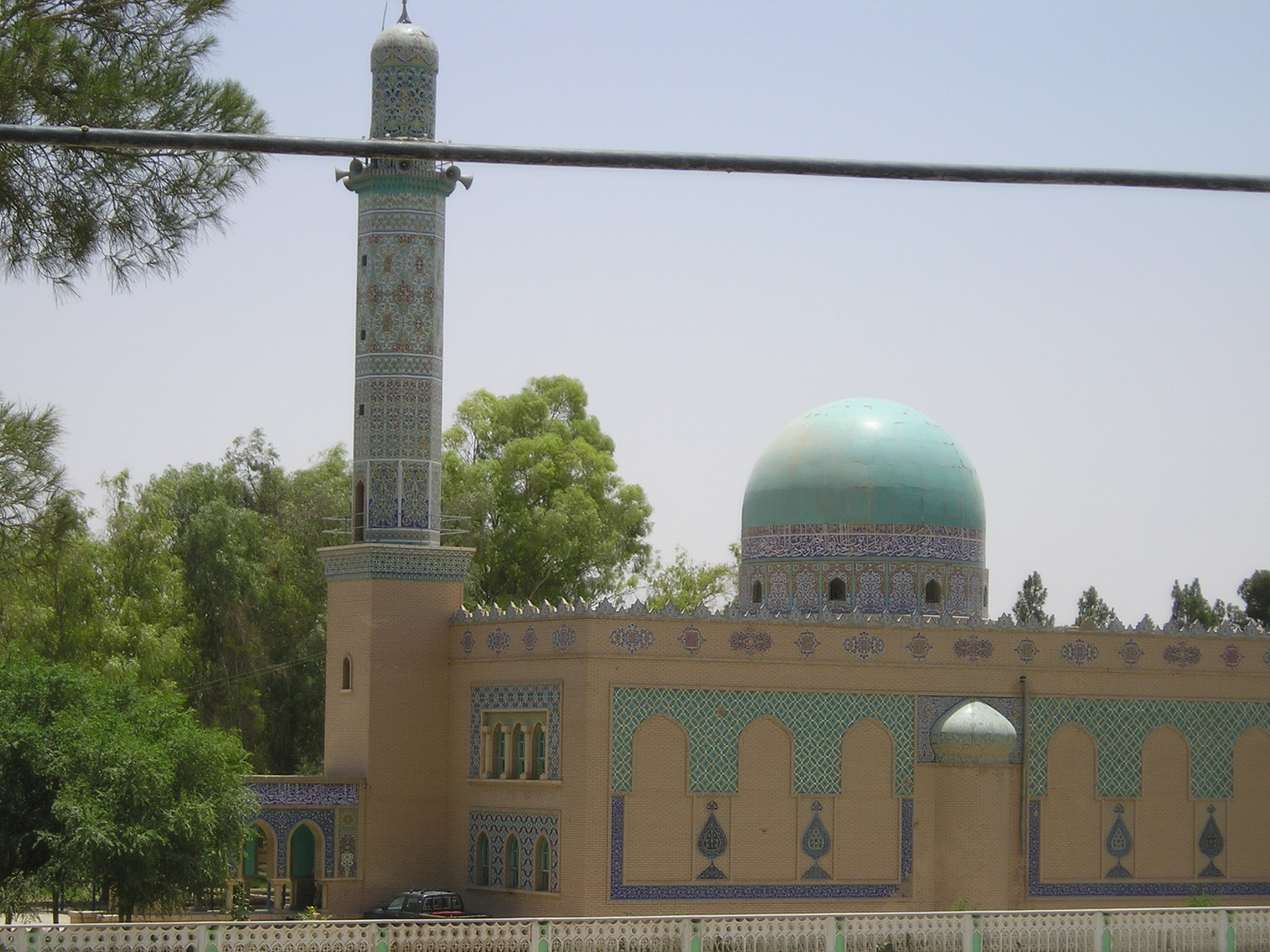
Мечеть в провинции Гильменд

## Ислам
Ислам является доминирующей религией в Афганистане — 99,7 % населения исповедует эту веру (сунниты — 84,7—89,7 %, шииты 10—15 %). В соответствии с ханафитским мазхабом, который имеет особое значение в афганском правовом контексте, вероотступничество, то есть отречение от ислама , рассматривается как преступление, относящееся к категории хадд и предусматривающее наказание в виде смертной казни. Однако закон позволяет индивидууму, обвиняемому в этом преступлении, избежать наказания, если он раскается в течение нескольких дней. В обратном случае реализация наказания может осуществляться путём конфискации имущества, аннулирования брака и забивания камнями.
Статья 1 Уголовного кодекса Афганистана 1976 года устанавливает, что преступления хадд должны караться в соответствии с некодифицированным исламским религиозным правом. Аналогично, статья 130 Конституции Афганистана определяет, что в отсутствие соответствующих законов суды должны руководствоваться принципами ханафитской интерпретации исламского права.
Судебные преследования за вероотступничество в Афганистане являются редкими, но вызывают серьёзное внимание со стороны международного сообщества.

## Мечети и культовые сооружения
Для отправления различных религиозных обрядов в Афганистане насчитывается свыше 15 тысяч мечетей. В одном только Кабуле функционирует более 545 мечетей. В стране насчитывается около полутора тысяч мазаров (гробниц) и «святых мест» (зийарат).
Наибольшей известностью пользуется мечеть Рузайи-шариф в Мазари-Шарифе, где, по преданию, захоронен один из наиболее почитаемых в исламе, особенно среди шиитов, святых — Али, двоюродный брат и зять Мухаммада, а также священное здание Сахи-Джан в Кабуле, где он будто бы останавливался на ночлег. Широко известна мечеть в Кандагаре, где выставлена одежда якобы самого пророка Мухаммада, гробница Ахунд-заде близ Джелалабада.

## Индуизм
Исповедование индуизма в Афганистане началось в ведийский период, когда население страны разделяло общую культуру с Индией. Индуизм практиковался наряду с буддизмом и зороастризмом. Махабхарата упоминает о короле Шакуни который был правителем области Кандагар в Афганистане. В Кушанском царстве поклонялись индуистским богам, а также Будде и местным божествам.
Основные этнические группы в Афганистане, которые практикуют индуизм, это пенджабцы и синдхи которые приехали в качестве торговцев за последние несколько веков. Наряду с сикхами, они все вместе известны в Афганистане под названием Хиндки. Афганские индуисты проживают в городах Кабул и Кандагар. Лойя-джирга имеет два места отведённые для индуистов.
В 2010 году в Афганистане проживало 10 тыс. индуистов.

## Христианство
Самое раннее упоминание о христианстве на севере Афганистана можно найти в «Книге законов и стран» Вардесана (начало III в.). Позднее христианство было распространено в основном на западе Афганистана. В начале V века здесь появился первый епископ. Кафедра его находилась в г. Герате. Однако в эпоху средних веков Афганистан превратился в преимущественно мусульманскую страну. Попытки христианских миссионеров обратить местное население в свою веру жестко пресекались местными исламскими радикалами.
К настоящему времени в Афганистане насчитывается ок. 30 тыс. христиан, в основном это живущие в стране иностранцы. За переход из ислама в христианство для местных жителей в Афганистане предусмотрена смертная казнь. Большинство афганских христиан — протестанты, крупнейшую конфессию представляют пятидесятники (124 общины на территории Афганистана в 2000 году).
В Афганистане регулярно фиксируются случаи преследования христиан. По итогам исследования международной благотворительной христианской организации «Open Doors» за 2014 год, Афганистан входит в пятёрку стран, где чаще всего притесняют права христиан.

## Буддизм

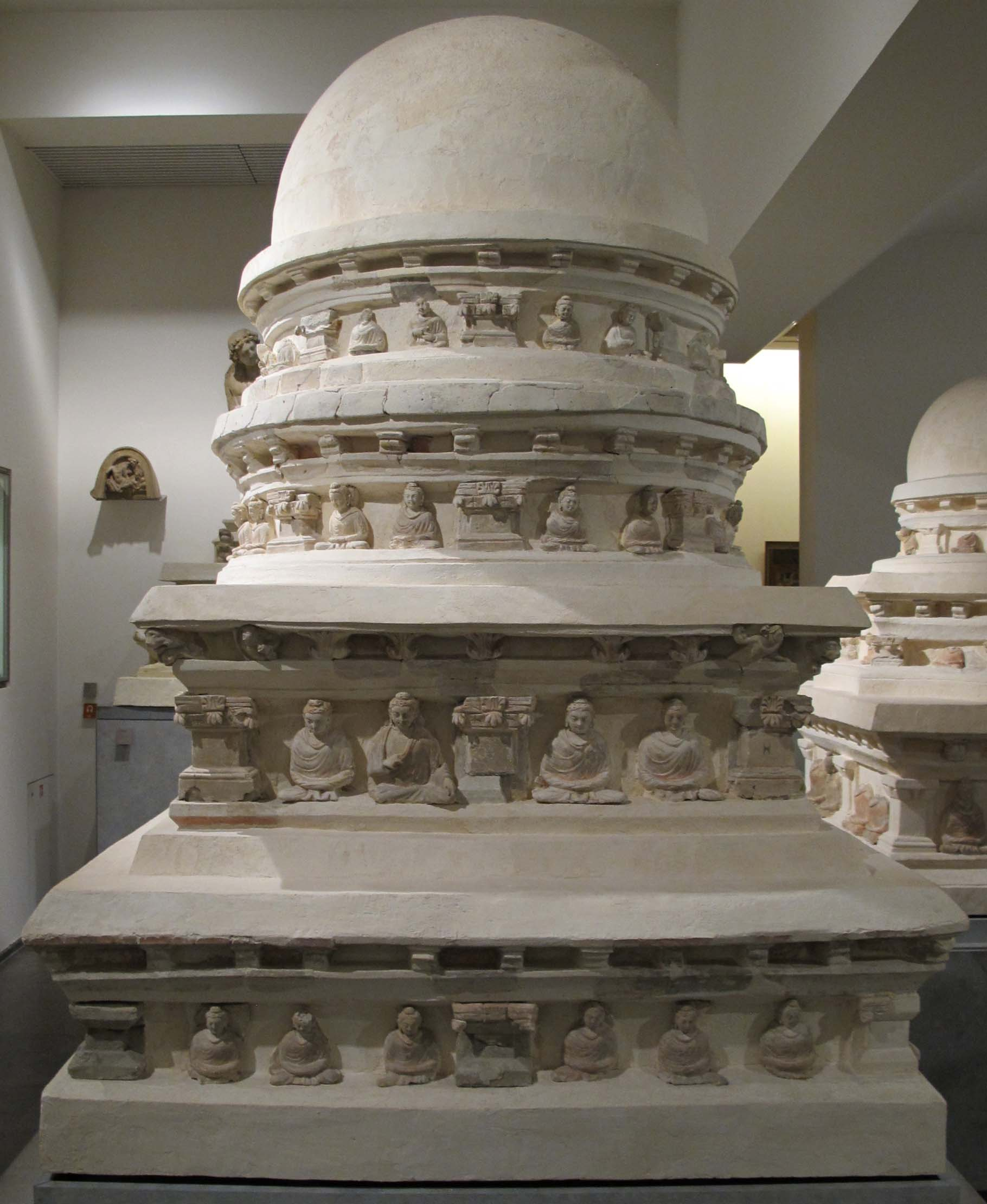
Ступа, IV—V столетия

Прежде буддизм почти всецело господствовал в Афганистане. Вытеснен мусульманами.

## Другие религии
В Афганистане также проживают и верующие других религий. Согласно Всемирной христианской базе данных в 2005 году община бахаи насчитывала в стране 15 тыс. человек. Среди выходцев из Индии имеется община сикхов (4 тыс.). В стране сохранились сторонники традиционных верований (4 тыс.), однако их число неуклонно снижается. Община зороастрийцев насчитывает 3,5 тыс. человек. Афганские евреи численность которых, в середине XIX века, достигала 50 тыс. человек, покинули Афганистан, после создания Государство Израиль в 1948 году.